# 앙가미 나가족
안가미(Angamis)족은 인도 북동부에 있는 나갈랜드주에 거주하는 나가족의 일파이다. 매년 2월에 세크레나이(Sekrenyi) 행사로 유명하다. 앙가미 나가족은 나갈랜드의 Kohima District 및 Dimapur District에 정착하여 있다. 그들은 또한 마니푸르주(Manipur)에도 거주한다.

## 같이 보기
- Angami 침례 교회 협의회
- Tati (Angami Nagas의 악기)
- Tenyidie (Angami Language)
- 코히마
- 나가랜드주